# Шандотр
Шандо́тр (фр. Champdôtre) — коммуна во Франции, находится в регионе Бургундия. Департамент коммуны — Кот-д’Ор. Входит в состав кантона Осон. Округ коммуны — Дижон.
Код INSEE коммуны — 21138.

## Население
Население коммуны на 2010 год составляло 565 человек.
| 1962 | 1968 | 1975 | 1982 | 1990 | 1999 | 2010 |
| ---- | ---- | ---- | ---- | ---- | ---- | ---- |
| 521  | 482  | 452  | 474  | 504  | 548  | 565  |

## Экономика
В 2010 году среди 366 человек трудоспособного возраста (15—64 лет) 279 были экономически активными, 87 — неактивными (показатель активности — 76,2 %, в 1999 году было 70,6 %). Из 279 активных жителей работали 261 человек (140 мужчин и 121 женщина), безработных было 18 (9 мужчин и 9 женщин). Среди 87 неактивных 26 человек были учениками или студентами, 36 — пенсионерами, 25 были неактивными по другим причинам.